# ترعة الفؤادية
الترعة الفؤادية هي ترعة متفرعة من قناطر نجع حمادي أنشئت قبل فيضان عام 1930 من قبل الملك فؤاد الأول.

## غرضها
الغرض من إنشاءها أمام قناطر نجع حمادي بالجهة الغربية من النيل، هو ري مساحة هائلة من الأراضي الزراعية تصل الي بـ363 ألف فدان وقت انشاءها، علي ترعة الرشوانية، والكسرة، وأم الطبول، والزرزورية، والجرجاوية وبلغت التكلفة الإجمالية لإنشاء “قنطرة فم الفؤادية” نحو 100 ألف جنيه .

## مواصفاتها
ترعة الفؤادية تتكون من 6 فتحات عرض كل منها 6 متر وهي تمر عبر ثلاثة محافظات هي سوهاج وأسيوط وقنا.